# João Braz de Aviz
Pour les articles homonymes, voir Braz et Aviz.
João Braz de Aviz, né le 24 avril 1947 à Mafra au Brésil, est un cardinal et archevêque catholique brésilien, préfet de la Congrégation pour les instituts de vie consacrée et les sociétés de vie apostolique (2011-2025).

## Biographie
Il naît à Mafra dans le diocèse de Joinville et il est élevé dans une famille de quatre frères et trois sœurs, sa dernière sœur souffrant de trisomie 21. Il fait ses études de philosophie au séminaire Reine-des-Apôtres de Curitiba et à la faculté de Palmas. Il poursuit ses études de théologie à Rome à l'université pontificale grégorienne dont il est sorti licencié, puis devient docteur en théologie dogmatique de l'université pontificale du Latran en 1992.

### Prêtre
Ordonné prêtre le 26 novembre 1972 par Romeu Alberti pour le diocèse d'Apucarana. Il est vicaire puis curé de diverses paroisses et ensuite recteur du séminaire d'Apucarana et Londrina. Il est ensuite nommé professeur de théologie dogmatique de l'Institut théologique Paul VI de Londrina.
Alors qu'il est jeune prêtre, il se rend un jour en voiture dans un village pour y dire la messe, quand il est pris dans une fusillade de voleurs de voitures. Il est atteint à l'œil, tandis que son intestin et ses poumons sont transpercés. Les chirurgiens sauvent son œil, mais ne peuvent extraire toutes les balles dont il conserve désormais des fragments dans son corps.

### Évêque
Le 6 avril 1994, Jean-Paul II le nomme évêque titulaire (ou in partibus) de Flenucleta et évêque auxiliaire de Vitoria dans l'État de l'Espírito Santo. Il est consacré le 31 mai suivant par Domingos Gabriel Wisniewski, alors évêque d'Apucarana.
Le 12 août 1998 il est nommé évêque de Ponta Grossa dans l'État de Paraná. Puis le 17 juillet 2002 il est nommé archevêque de Maringá. C'est encore Jean-Paul II qui le transfère le 28 janvier 2004 à Brasilia où il succède au cardinal José Freire Falcão alors âgé de plus de soixante-dix-huit ans.
Le 4 janvier 2011, le pape Benoît XVI l'appelle à Rome pour prendre la tête de la Congrégation pour les Instituts de vie consacrée et les Sociétés de vie apostolique où il succède au cardinal Franc Rodé qui se retire ayant dépassé la limite d'âge.
Il fait partie des préfets (onze sur dix-huit) depuis un siècle qui ne sont pas issus d'un ordre ou d'une congrégation religieuse. Il est réputé proche des milieux charismatiques et opposé aux excès de la théologie de la libération, bien qu'il en apprécie l'option préférentielle pour les pauvres.
Il est conscient de la perte de confiance entre certaines congrégations et Rome, selon une interview donnée à l'Osservatore Romano en juillet 2011, et se donne pour but de rétablir cette confiance, en écoutant les questions des personnes concernées.

### Cardinal
Il est créé cardinal par Benoît XVI le 18 février 2012 avec le titre de cardinal-diacre de Sant'Elena fuori Porta Prenestina. Il participe aux conclaves de 2013 (élection de François) et de 2025 (élection de Léon XIV).
Le 16 décembre 2013, il est nommé par François membre de la Congrégation pour les évêques.
Le 29 mars 2014, François le confirme comme préfet de la Congrégation pour les Instituts de vie consacrée et les Sociétés de vie apostolique et renouvelle les membres de la congrégation.
Sa nomination au poste de président délégué au synode pour l'Amazonie (6-27 octobre 2019) est annoncée le 7 septembre 2019.
En 2020, le cardinal João Braz de Aviz, indique en tant que préfet de la Congrégation pour les instituts de vie consacrée et les sociétés de vie apostolique, qu'il existe bien des prêtres abusant de religieuses mais « il commence à apparaître des cas d’abus sexuels entre sœurs ». Il mentionne aussi des religieuses obligées de se prostituer pour survivre.
Le 6 janvier 2025, sœur Simona Brambilla lui succède à la tête du dicastère pour les Instituts de vie consacrée et les sociétés de vie apostolique.